# Carbondale (Illinois)
Carbondale é uma cidade localizada no estado americano de Illinois, no Condado de Jackson.

## Demografia
Segundo o censo americano de 2000, a sua população era de 20.681 habitantes.
Em 2006, foi estimada uma população de 24.881, um aumento de 4200 (20.3%).

## Geografia
De acordo com o United States Census Bureau tem uma área de
31,4 km², dos quais 30,8 km² cobertos por terra e 0,6 km² cobertos por água. Carbondale localiza-se a aproximadamente 137 m acima do nível do mar.

## Localidades na vizinhança
O diagrama seguinte representa as localidades num raio de 16 km ao redor de Carbondale.